# Trần Thanh Sơn
Trần Thanh Sơn (sinh ngày 30 tháng 12 năm 1997) là một cầu thủ bóng đá người Việt Nam hiện đang thi đấu ở vị trí tiền vệ cho câu lạc bộ bóng đá Hoàng Anh Gia Lai.

## Bàn thắng quốc tế

### U-23 Việt Nam
| #  | Ngày                | Địa điểm                                        | Đối thủ  | Bàn thắng | Kết quả | Giải đấu                                        |
| -- | ------------------- | ----------------------------------------------- | -------- | --------- | ------- | ----------------------------------------------- |
| 1. | 26 tháng 3 năm 2019 | Sân vận động Quốc gia Mỹ Đình, Hà Nội, Việt Nam | Thái Lan | 4–0       | 4–0     | Vòng loại giải vô địch bóng đá U-23 châu Á 2020 |

## Danh hiệu

### Câu lạc bộ
Công An Nhân Dân
- V.League 2:  2022

### Quốc tế
U-19 Việt Nam
- Giải vô địch U-19 châu Á:  Hạng ba (2016)
- Giải vô địch U-19 Đông Nam Á:  Hạng ba (2016)

U-21 Việt Nam
- Giải U-21 Quốc tế báo Thanh niên:  Á quân (2017)

U-22 Việt Nam
- Đại hội Thể thao Đông Nam Á:  Vô địch (2019)